# Ambachtelijk Industrieel Centrum
Het Ambachtelijk Industrieel Centrum is een ambachtelijk centrum op de voet van de Doi Tung in Ban Huai Khrai in de amphoe Mae Sai. Het centrum werd gesticht door de prinses-moeder van Thailand, die tot haar dood in 1995 regelmatig verbleef in de nabijgelegen Koninklijke Villa Doi Tung.
In het centrum wordt onder andere sa-papier gemaakt van de schors van de papiermoerbei.

## Bron
- Rough Guide Thailand (blz. 415), ISBN 978 90 475 1233 2